# Akkor
Akkor is een bestuurslaag in het regentschap Pamekasan van de provincie Oost-Java, Indonesië. Akkor telt 3705 inwoners (volkstelling 2010).